# Asura solita
Asura solita là một loài bướm đêm thuộc phân họ Arctiinae, họ Erebidae.